# Nicolas Cupérus
Nicolas Cupérus foi o fundador da Federação Europeia de Ginástica.
Após a estruturação da ginástica, realizada pelo alemão Friedrich Ludwig Jahn e pelo suíço Pehr Henrik Ling, surgiram associações nacionais para o controle dos treinamentos e das competições. Inspirado por este constante crescimento, o belga Nicolas idealizou e fundou a FEG, em 23 de julho de 1881, que unia todas estas novas associações. Com a entrada dos Estados Unidos, a entidade passou a atender por Federação Internacional de Ginástica, que intensificou as melhorias agregando os métodos de Jahn e Ling.